# 엔도 모리야
엔도 모리야(遠藤 守哉, 6월 1일 - )는 , 일본의 남성 성우, 나레이터다. 도쿄도 출신이며, 아오니 프로덕션에 소속되어 있다.

## TV 애니메이션
1994년
- 드래곤볼 Z - 극한배틀 ! ! 3대 초 사이어인(인조인간 13호, 슈퍼 인조인간 13호)

1997년
- 중화일번(남자A)

1999년
- ONE PIECE(캐버디)

2000년
- 아르젠트 소마(회상의 남자)

2002년
- Witch Hunter ROBIN(키리하라 가즈히로)
- 탑 블레이드 2002(기술자A)

2003년
- 출격! 머신로보 레스큐
- D.C. 다카포(교사)

2006년
- 링에 걸쳐라1 일본 결전편(화이티)

2007년
- ONE PIECE(마을 사람)